# Open Camp
El parc Open Camp Barcelona va ser un parc temàtic al voltant de l'esport, inaugurat el juny de 2016 i tancat l'estiu de 2017. S'ubicava a la ciutat de Barcelona, a l'Anella Olímpica de Montjuïc, fent ús d'espais emblemàtics de la ciutat com l'Estadi Olímpic Lluís Companys, els camp d'hoquei herba Pau Negre, el camp de beisbol Pérez de Rozas, així com la Torre de Comunicacions de Montjuïc i el Museu Olímpic.
Les activitats que proposava s'orientaven a què els visitants se sentissin esportistes professionals per un dia, tot combinant activitats esportives regulars amb d'altres que incorporen elements tecnològics. Es tracta d'una iniciativa privada que reaprofitava les instal·lacions olímpiques.
S'orientava a un públic familiar i per a totes les edats. Les experiències són l'analogia de les atraccions d'altres parcs temàtics, que consisteixen en un tast dels diferents esports proposats; cadascuna té una durada d'un minut durant el qual els visitants poden competir amb els seus acompanyants.
El parc orientava algunes experiències al món de l'espectacle i de la cultura: OPEN CINEMA. Projecció de curts de temàtica esportiva, procedents del festival de cinema esportiu BCN Sports Film Festival. Espai d'exhibició d'exposicions de temàtica esportiva. L'exposició inicial, anomenada Barcelona 1936, l'Olimpíada que no fou és sobre el 80è aniversari de l'Olimpíada Popular. Amb l'entrada general, els visitants també tenen inclosa la visita al Museu Olímpic i de l'Esport Joan Antoni Samaranch. El parc té acords amb diverses entitats de promoció de la solidaritat i la pau, com Creu Roja, Intermón Oxfam i ACNUR.
El dia 31 de juliol de 2017 Open Camp va tancar definitivament les seves portes a conseqüència dels deutes acumulats. Inicialment es tractava d'un tancament temporal en espera de l'arribada del finançament extern necessari per obrir la tardor següent. Aquesta arribada de finançament, segons el seu director general, quedava supeditada a un nou marc de relacions amb l'Ajuntament que els facilités la cerca d'inversors donat que el mateix consistori n'havia descartat el rescat directe. Open Camp va tancar havent rebut 1.09 milions de visites en els seus 236 dies d'apertura, suposant un 13% dels visitants totals de l'Estadi Olímpic Lluís Companys.